# Зелена Маргарита
"Зелена Маргарита" — роман української письменниці Світлани Пиркало. Після своєї публікації у 2000 році набув популярності серед тогочасної молоді. Відтоді був перевиданий тричі (у 2002, 2007 та 2023 роках). Текст є яскравим прикладом жіночого письма в українській літературі початку нульових.

## Сюжет
Протагоністка, а заразом і оповідачка роману, молода й амбітна журналістка жіночого журналу, ділиться з читачем подіями з власного життя, а також своїми рефлексіями, страхами, снами та загалом усім, що спаде на думку. На початку першого розділу авторка попереджає: «Ця історія – не гостросюжетний роман, а просто оповідь про пару–десять днів, проведених мною, – кілька звичайних днів…». Подієва канва романа різнорідна та пістрява. Героїня ходить на роботу (коли має на те настрій), але також у паби, клуби й у гості до своїх хоч і трохи наркозалежних, але дуже привітних друзів. Наскрізна сюжетна лінія роману пов'язана з планами жінки поїхати навчатися до Сполучених Штатів, що для цього їй необхідно скласти тест з англійської й на довгий час попрощатися з коханим, тож осяйна мрія захопливої подорожі в «країну чізбургерів» поволі затьмарюється побоюванням і сумнівами. В основний текст інкорпоровано позасюжетні елементи, а саме: короткі рекламні оголошення та статті за авторством головної героїні. Рекламні вставки мають суто комічний характер, тоді як у статтях у легкій іронічній манері досліджуються гендерні та іншого штибу соціальні питання.

## Мова
Роман написано сумішшю української й російської мови та суржику зі значною кількістю англомовних запозичень. Характерною рисою тексту є часте вживання авторкою сленгових слів, вульгаризмів та жаргонізмів. Усі ці елементи, поєднуючись у тексті, творять живу мову Києва початку нульових. Специфіка вжитої у тексті лексики не раз ставала предметом для дослідження.

## Рецензії
Літературознавець Ярослав Голобородько схарактеризував «Зелену Маргариту», як «роман-прогулянку-в-я-свідомість». Серед прикметних рис тексту він називає надання кожному предмету зображення великого значення й водночас знецінення його. Перед читачем постає нестримний, «невідфільтрований» потік свідомості оповідачки. Дослідники творчості письменниці акцентують саме на цій щирості, що виявляється зокрема й у слововжитку.

## Видання
- Зелена Маргарита (Смолоскип, 2000)
- Зелена Маргарита (Зелений пес, 2002)
- Зелена Маргарита (Факт, 2007)
- Зелена Маргарита (Комубук, 2023)